# 奚九如
奚九如（1877年12月10日—1954年7月25日），名臻，字純熙，號九如，武進縣人，清末秀才、中華民國大陸時期企業家，厚生製造機器廠（今常柴股份前身）創辦人。

## 生平

### 早年興學
清光緒三年（1877年）十一月初六，奚九如出生在武进城北史墅镇，曾与同乡人丁杏仙、蒋同善等人于光绪年间中过末科秀才，有一定的学识水平。原史墅仅有私塾一所，校址为河东的土地庙，1904年奚九如以27岁之齡集约乡贤共同办学，自己捐款建筑校舍16间，兴办城北乡有史以来首座完全小学「武进县公立第七高小」，此后由于学生人数历年增加，至1946年時又添建校舍12间，其中朝西6间全由奚九如个人资助。

### 商場職涯
清宣统二年（1910年）成立武阳农会，当选坐办。次年，加入屠宽等16人组织的反清秘密团体，奚负责交际聯絡工作。11月9日，常州军政府成立支部，奚被司令何鍵延为顾问。1912年以後，曾任江苏省议会议员、武进县农会会长和县水利局长、省农会会长等职。同时，从上海求新机器厂买回8匹马力旧发动机、8英寸口径水风箱和一部碾米机，在西门外锁桥头永宁寺办厂，初称「溥利碾米厂」，奚九如自任经理，股东有武进沙田局专办龚瑞萱、江阴县农会会长徐习五、江阴县农会主任吴励吾、武进四乡公所总董赵颂平、省咨议局驻常议员朱雅竹、新闸工商业者潘鹤鸣等人，资本总额为15000元。1913年秋，利用旧发动机和水风箱在农村灌溉。后从上海买回一些旧车床及8英尺龙门刨床，并聘请上海求新机器厂的技工杜桂生来常州主持技术工作，成立「厚生制造机器厂」，為常州當地最早的机械制造工业，生產火油发动机、水汀锅炉、农田戽水、开河挖泥、榨油轧豆、磨粉制面、碾米砻稻、轧花织袜等机器。1920年代纺织工业興起，开始生产铁木织布机，至洋货倾销时，其借助潘鹤鸣资金周转，將機廠變更為「厚生利记机器厂」，由潘鶴鳴兼任经理。1924年，为摆脱潘的控制还其资本，让子祝升任经理兼厂长，并增设电气工场扩大经营范围，制造12千瓦直流发电机、50千伏安变压器和电熨斗等產品。在以后的几年中发展顺利，被省政府、财政部免税10年。1929年该厂制造的27、28马力半提式柴油机获西湖博览会金质优等奖。

### 戰亂生涯
1931年九一八事件發生後，中国掀起抵制日货运动，常州二度興起大办纺织厂的風潮，厚生將生產重心移转到纺织机上，制造丰田式布机，最高月产达300台，是奚九如办厂最兴旺的时期。1937年中國抗日戰爭爆發，奚逃往长沙避难後定居上海，遷移25台机床及数十吨砂箱至上海曹家渡创办「永生铁工厂」，将厚生廠委托予吴凤阶管理，奚九如两头奔走。1945年抗战胜利后，厚生厂因受戰後通膨和政府限价政策影响亏损严重。1949年第二次國共內戰，奚九如於常州失陷前夕以低价抛售布机500餘台，遷居臺灣。1954年7月，在臺北市病逝，安葬於六張犁回教公墓。